# العدف (السبرة)

تعديل مصدري - تعديل

العدف محلة تابعة لقرية منعم، التابعة لعزلة عروان بمديرية السبرة إحدى مديريات محافظة إب في الجمهورية اليمنية.، بلغ تعداد سكانها 165 حسب تعداد اليمن لعام 2004.